# Johan Tahon

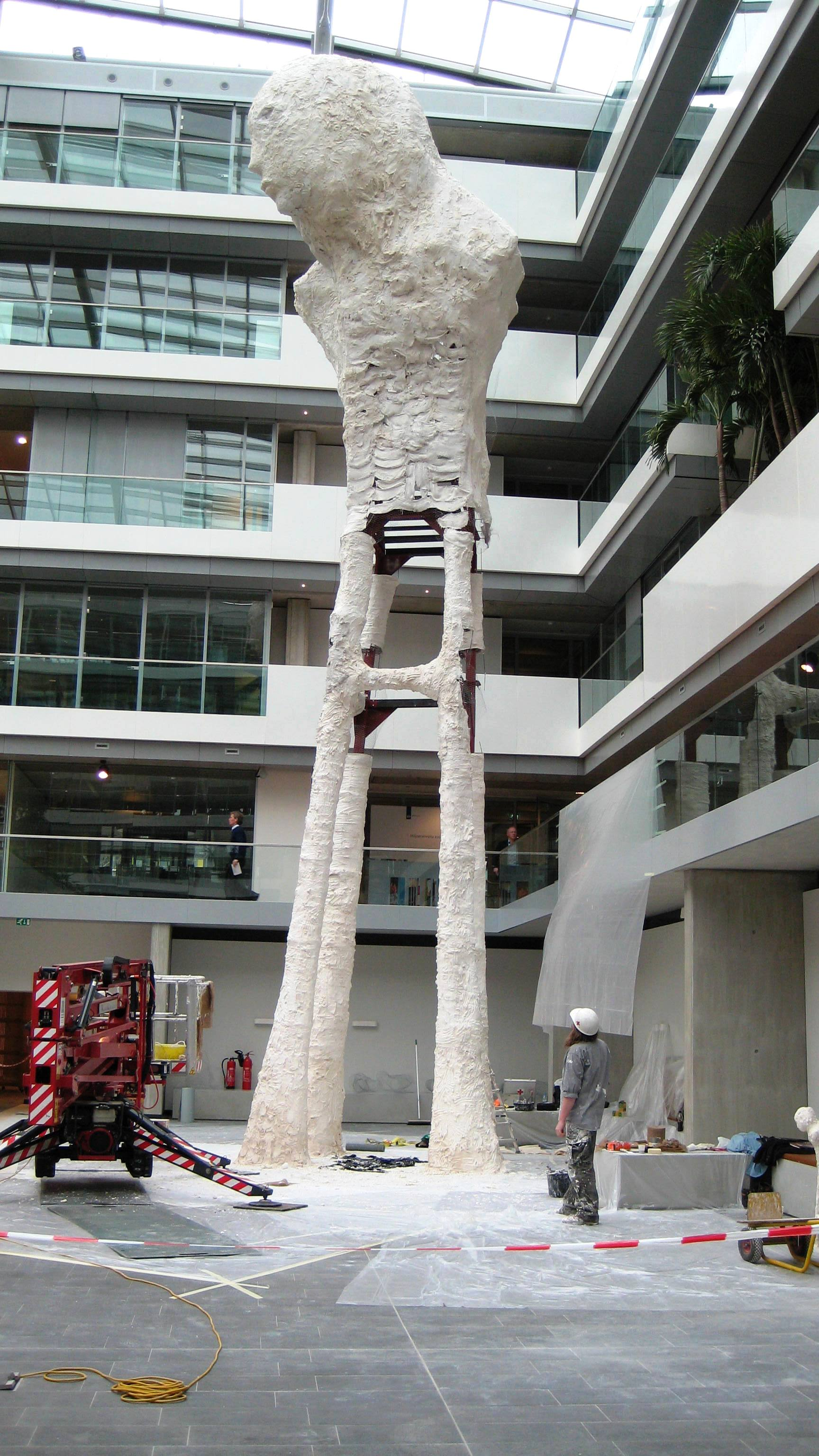
Sculptuur in aanbouw in het ministerie van Financiën te Den Haag, op 13 maart 2009 onthuld door koningin Beatrix

Johan Tahon (Menen, 1965) is een Belgisch beeldend kunstenaar. Hij werkt in Munkzwalm en heeft eveneens een atelier in Istanboel.

## Biografie
Tahon, de zoon van een schooldirecteur, studeerde beeldhouwkunst aan de Koninklijke Academie voor Schone Kunsten te Gent. Na een aantal jaren te hebben gewerkt in bittere armoede en zonder enige erkenning van zijn kunstenaarschap werd Tahon in 1995 ontdekt door Jan Hoet, de toenmalige directeur van het Museum voor Hedendaagse Kunst te Gent (het huidige S.M.A.K.). Hoet nodigde hem uit deel te nemen aan de tentoonstelling De Rode Poort (1996) in zijn museum.
Na deze doorbraak volgden de uitnodigingen om deel te nemen aan tentoonstellingen in binnen- en buitenland elkaar snel op en werden verschillende van zijn sculpturen aangekocht door musea zoals het S.M.A.K. (Gent), het M HKA (Antwerpen), het PMMK (Oostende), IKOB, Museum für Zeitgenőssische Kunst (Eupen), het Stedelijk Museum, (Amsterdam) en het GEM (Den Haag). Ook particulieren, zoals Tahons vriend, de Belgische schrijver en theatermaker Peter Verhelst, begonnen zijn werk vanaf toen steeds meer in hun collecties op te nemen. De stad Oudenaarde kocht het grote bronzen beeld Universus aan en plaatste het op het marktplein.
Later volgden nog veel meer opdrachten voor werk in de openbare ruimte, zoals het Nederlandse Ministerie van Financiën waar in 2009 het immense beeld New Seismo werd ingehuldigd door Koningin Beatrix.
In Nederland werd Tahon bij een groter publiek vooral bekend door zijn solotentoonstelling In Fluïdum 2006/2007 in het Museum Beelden aan Zee te Scheveningen.

## Materialen
Johan Tahon staat bekend om zijn boomlange gipsen mensfiguren, die soms ook in brons worden gegoten voor opstelling in de buitenlucht. Een tijdlang genoot ook polyester zijn voorkeur en de laatste jaren experimenteert hij steeds meer met kleinere keramiek waarover hij een witte glazuurlaag laat druipen.

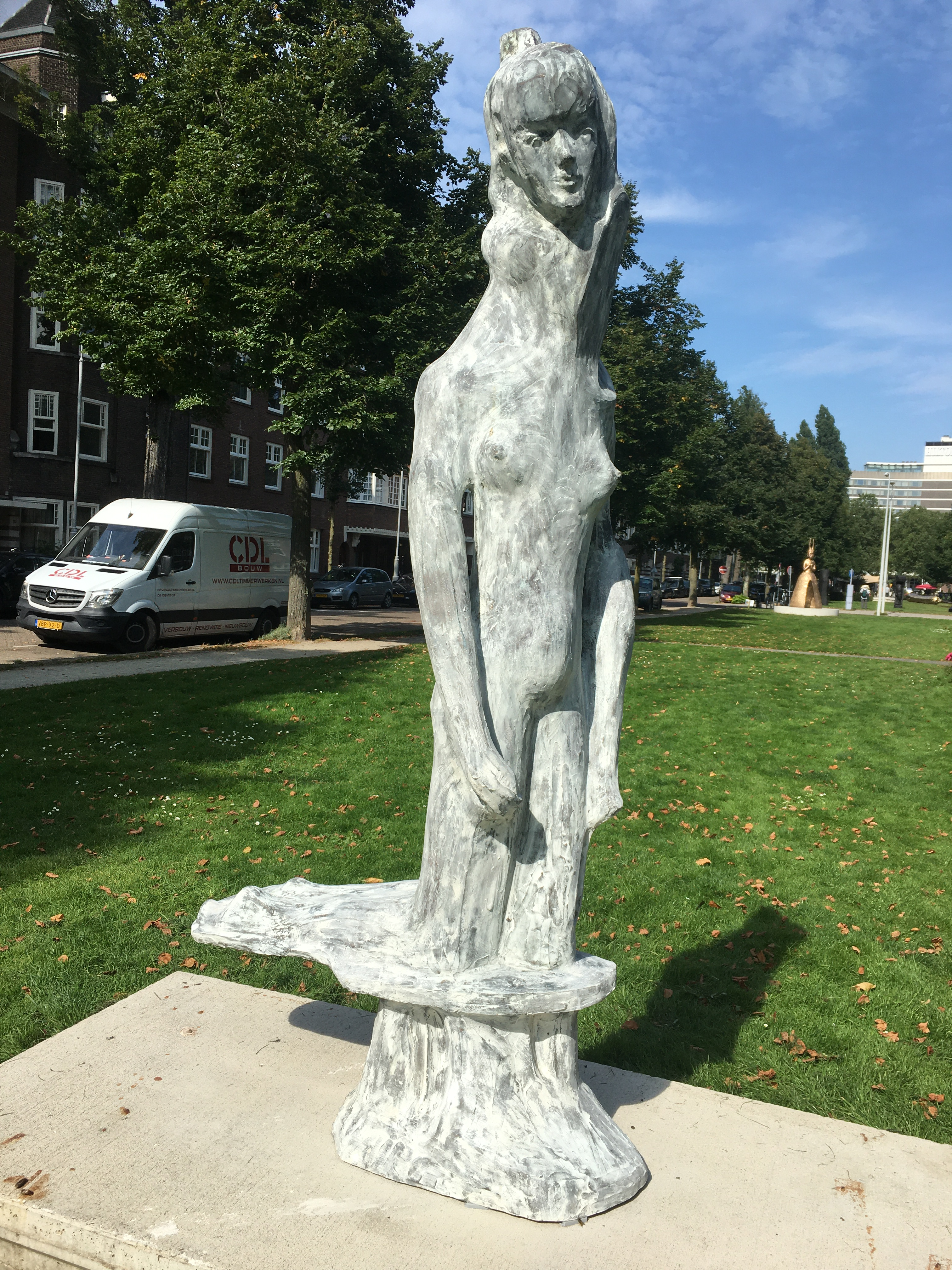
Beeld van Johan Tahon aan de Minervalaan Amsterdam

## Expressie
Tahon heeft van zijn eigen werk gezegd: “Mijn sculpturen denken na over de wereld maar ook over hun eigen wezen. Ze staan in verbinding met de werkelijkheid, maar wisselen ook met zichzelf van gedachten. Deze tweespalt, soms uitgedrukt in een dubbelhoofdige vorm, is kenmerkend voor mijn sculpturen. Deze gespletenheid vind ik terug bij mezelf” en: “Mijn beelden tonen de toestand van ‘de’ mens als zoekend en nadenkend wezen. Het zijn sculpturen die het wezen raken van de mens, zijn denken weerspiegelen en er begrip voor trachten op te brengen.”
En: “Uiteindelijk gaat het om de mens. Ik ben enkel in staat om mezelf zo goed mogelijk te onderzoeken en daarvan verslag uit te brengen. En dan hoop ik dat mijn subjectief onderzoek iets algemeens wordt.” Dit laatste doet denken aan de Essays van Montaigne, maar dan in beeldtaal.
Naast de boomlange gestalten en enkele of dubbele hoofden van mensen is Tahon in 2007, na een bezoek aan het Pergamonmuseum te Berlijn waar hij de mythische dierenfiguren zag, leeuwachtigen gaan maken, die hij 'leoniden' noemde, meer dan levensgroot in gips en kleiner in keramiek.

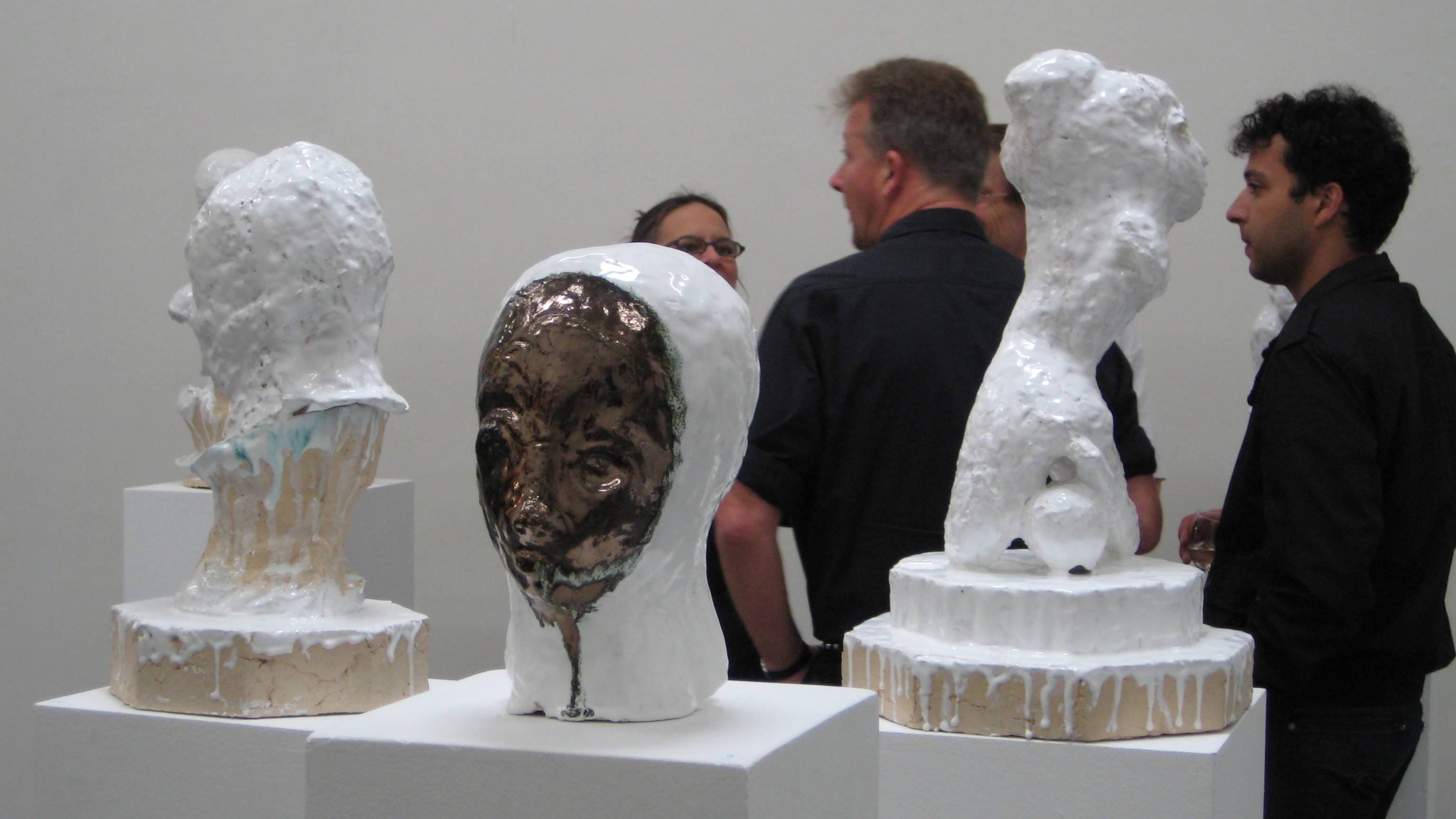
Tentoonstelling WHITE HEAT van Tahon in Galerie Maurits van de Laar, Den Haag, mei 2008

## Tentoonstellingen
- 1996 – deelname aan De Rode Poort in het Museum voor Hedendaagse Kunst te Gent
- 1998 – deelname aan Voor het verdwijnt en daarna in het S.M.A.K. te Gent
- 1999 – solotentoonstelling in het Stedelijk Museum Het Domein te Sittard; in de Stichting George Grard te Gijverinckhove, in de Kunstverein te Schwerte, Duitsland. Deelname aan groepstentoonstellingen te Gent (S.M.A.K.), Zoersel, Wortegem, Brugge en Gordes, Frankrijk.
- 2000 – solotentoonstellingen in Deweer Art Galery en het Vlaams Huis in Amsterdam en deelname aan groepstentoonstelling in de Parkabdij te Heverlee.
- 2001 – solotentoonstellingen in Menen en Lokeren en deelname aan een groepstentoonstelling in het Kennedy Centre for the Performing Arts in Washington D.C.
- 2002 – solotentoonstelling in het Permekemuseum te Jabbeke.
- 2003 – solotentoonstellingen in de Deweer Art gallery en, onder de titel Self-Self, in het S.M.A.K. te Gent en deelname aan de tentoonstelling 2003 Beaufort te Oostende.
- 2004 – in het Groeningemuseum en het M HKA te Antwerpen.
- 2005 – in Brugge en MARTa te Herford, UK, en in het Stedelijk Museum te 's-Hertogenbosch
- 2006 – solotentoonstellingen in Kasteel Beauvoorde te Veurne, en het Museum Beelden aan Zee te Scheveningen onder de titel In fluïdum.
- 2007 – solotentoonstellingen in de Dominicanenkerk te Knokke-Heist, in Galerie Artist te Istanboel en in Galerie Gabriël van De Weghe in Wortegem.
- 2008 – een selectie: solotentoonstellingen in Galerie Artist, Berlijn, Galerie Het Zwart Huis te Knokke, Galerie Maurits van de Laar te Den Haag, Kasteel ter Dolen te Helchteren en in het kasteelpark te Zottegem. Samen met Peter Verhelst in het S.M.A.K. te Gent en met Martin Assig op Art Amsterdam te Amsterdam. Deelname aan groepstentoonstellingen in Leeds, Bremen en Scheveningen.
- 2009 – groepstentoonstellingen in Watou, Gemeentemuseum Den Haag, Kunstvereniging Diepenheim en MARTa Herford.

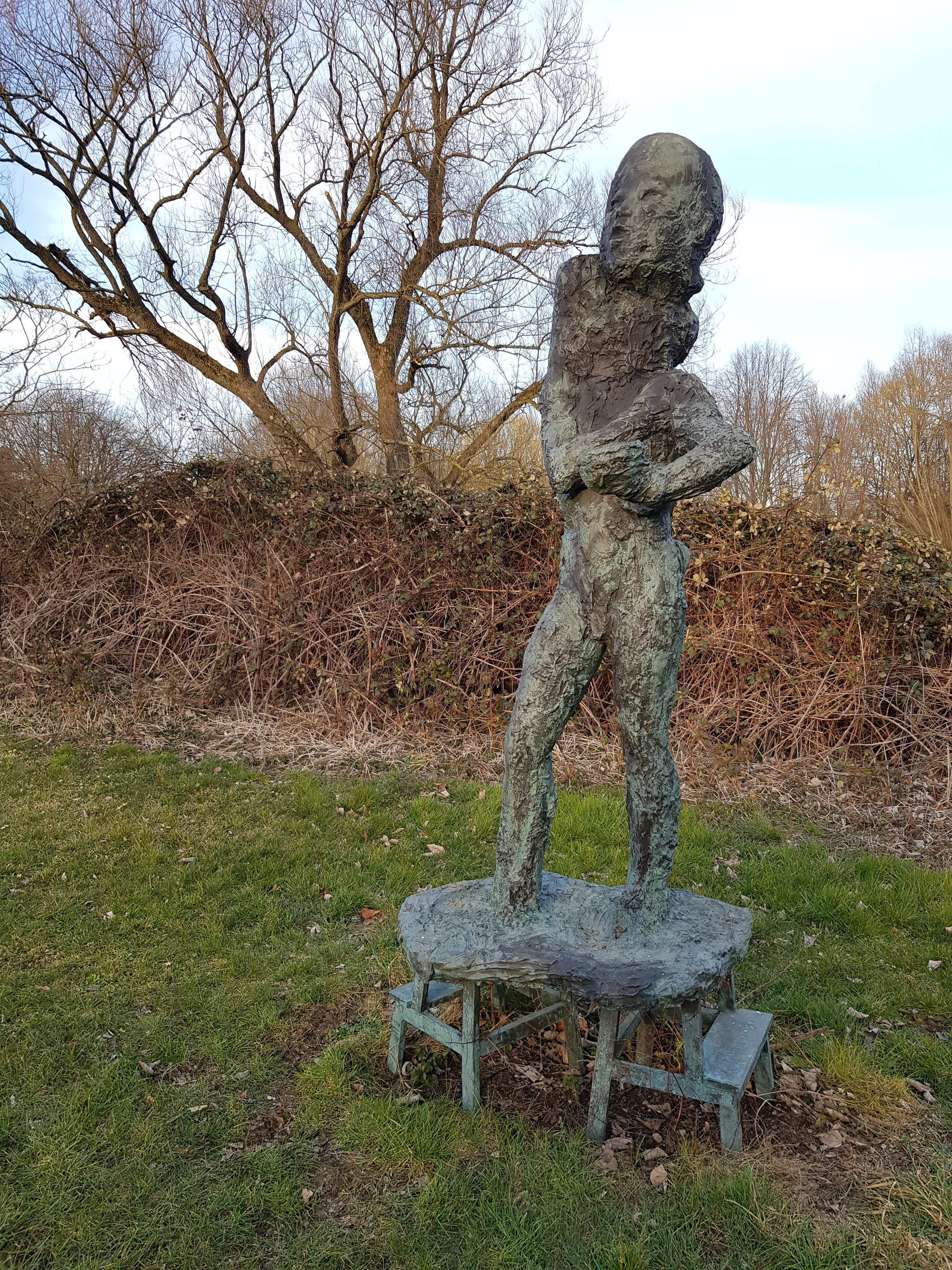
Sculptuur "Offer" in Schwerte uit 2010

- 2010 – solotentoonstellingen in De Nederlandsche Bank in Amsterdam, Gerhard Marcks Haus in Bremen, de Hagia Irene in Istanboel, Envoy Gallery in New York en Kunstverein Schwerte in Schwerte. Deelname aan groepstentoonstelling in Museum am Dom in Würzburg.
- 2011 – solotentoonstellingen in Akbank Sanat en het Archeologisch museum van Istanboel. Deelname aan groepstentoonstellingen in Galerie Gerhard Hofland in Amsterdam, Kurpark Bad Homburg in Bad Homburg, Vanhaerents Art Collection in Brussel en het Museum van Anatolische beschavingen in Ankara.
- 2012 – groepstentoonstellingen in Marianne Friis Gallery in Kopenhagen, Palais d'Iéna in Parijs, Envoy Enterprises in New York, Manifesta 2012 in Maasmechelen, Museum Hilversum en in de Sint-Baafskathedraal in Gent.
- 2013 – solotentoonstellingen in Museum Beelden aan Zee in Den Haag en Envoy Enterprises in New York. Deelname aan groepstentoonstellingen in het Institute of Contemporary Indian Arts (ICIA) in Mumbai, Museum Dr. Guislain in Gent, het Koninklijke Museum voor Schone Kunsten in Brussel, Bonnefantenmuseum in Maastricht en Museum für Zeitgenössische Kunst (IKOB) in Eupen.
- 2014 – solotentoonstelling in Galerie Gerhard Hofland in Amsterdam. Deelname aan groepstentoonstellingen in Kunsthal Rotterdam, The Baker Museum in Naples en het Bonnefantenmuseum in Maastricht.
- 2015 – groepstentoonstellingen in Bonnefantenmuseum in Maastricht, Gemeentemuseum Den Haag, Roger Raveelmuseum in Zulte, Paleis Lange Voorhout in Den Haag, Museum Beelden aan Zee in Den Haag en Museum De Fundatie in Zwolle.
- 2016 – solotentoonstellingen in Galerie Gerhard Hofland in Amsterdam en Leipziger Baumwollspinnerei. Deelname aan groepstentoonstellingen in The Hospital in Los Angeles, De Oude Warande in Tilburg, Art Brussels en Le Maison Rouge in Parijs. Johan Tahon cureerde twee kunstparcours in Menen (Meninroad / Ypernstrasse) en Oudenaarde (Scaldis).[3][4]
- 2017 – solotentoonstellingen in Keramiekmuseum Princessehof in Leeuwarden en Galerie Gerhard Hofland in Amsterdam. Deelname aan groepstentoonstellingen in Sanatçılar Parkı in Istanboel, Ecce Homo in Antwerpen, Kunstforum Solothurn en in Thomas Rehbein Galerie in Keulen.
- 2018 – solotentoonstellingen in Galerie Jochen Hempel in Berlijn, in Bonnefantenmuseum in Maastricht en in de Marktkerk van Hannover. Deelname aan groepstentoonstellingen in Justart Space in Guangzhou, in M HKA in Antwerpen, CC De Werft in Geel, MIC International Museum of Ceramic in Faenza, Museum Boijmans Van Beuningen in Rotterdam en Ferenczy Museum in Szentendre.
- 2019 – solotentoonstellingen in SZU Fine Arts Museum in Shenzhen, Musée Ariana in Genève, in Galerie Gerhard Hofland in Amsterdam en in Derendingen. Deelname aan groepstentoonstellingen in Galeri Artist in Istanbul, Park in Tilburg, Kunstforum Solothurn, Museum Volkenkunde in Leiden, Museum Dr. Guislain in Gent, Amsterdam Sculptuur Biënnale ART Zuid en Empirical Nonsense in New York.
- 2020-2022 deelname aaN ART ZUID. Een tweejaarlijkse openlucht tentoonstelling in Amsterdam Zuid. In 2021werd zijn beeld "Virgin Sun" getoond voor het adres Minervalaan 54.
- 2021 – tentoonstelling Universus in MOU Museum, Oudenaarde

## Prijzen en eerbewijzen
- Op 9 december 2017 werd Tahon benoemd tot ereburger van de Vlaamse stad Menen, zijn geboorteplaats.
- Op 23 november 2018 werd Tahon benoemd tot ereburger van de Vlaamse gemeente Zwalm, waar hij woont en werkt.
- Op 10 mei 2021 werd hij samen met zijn vrouw ontvangen door Paus Franciscus in het Vaticaan om hem een keramisch sculptuur aan te bieden dat Tahon maakte ter gelegenheid van de viering van het jaar van Ignatius van Loyola. Het beeldhouwwerk 'Metanoia' zal deel gaan uitmaken van de Vaticaanse Musea. Het gefilmd verslag van de overhandiging van het beeld is van Vatican Media en werd de volgende dag uitgezonden door de Oost-Vlaamse televisie.

## Publicaties
- In Fluïdum, Museum Beelden aan Zee, Over het werk van Johan Tahon. Lannoo, Tielt. ISBN 978-90-209-6827-9
- Johan Tahon Leoniden 8, Kasteel ter Dolen, Helchteren, 2008.
- Against nature; the hybrid forms of modern sculpture, Henry Moore Institute, Leeds, 2008.
- Over Johan Tahon in: Kunsttijdschrift Vlaanderen, nr. 348, p. 50-53.
- Adorant, Lannoo, Tielt, 2016.
- Northernness, uitgegeven in 2018 ter gelegenheid van de solotentoonstelling ‘Monk’ in Keramiekmuseum Princessehof, Leeuwarden. Leeuwarden was toen Culturele Hoofdstad van Europa.
- Refuge / Silence, publicatie uitgegeven ter gelegenheid van de gelijknamige solotentoonstelling in Musée Ariana in Genève, 2019.

## Collecties met werk van Tahon
Onder andere in:
Achmea Art Collection in Zeist, Amsterdam UMC, AkzoNobel in Amsterdam, Albert Heijn Kunststichting, AZ Damiaan in Oostende, Belfius Brussel, Belgische Koningshuis, Bonnefantenmuseum in Maastricht, Bouwfonds Kunstcollectie in Hoevelaken, Centraal Bureau voor de Statistiek (CBS) in Heerlen, Centre de la gravure et de l'Image imprimée in La Louvière, CerModern in Ankara, Collectie Peter Verhelst, Consulaat van België in Istanboel, Dordrechts Museum in Dordrecht, Ferenczy Museum in Szentendre, Gemeentemuseum in Den Haag, Internationales Kunstzentrum Ostbelgien (IKOB) in Eupen, Interpolis in Tilburg, Istanbul Modern in Istanboel, Iznik Foundation in Istanboel, Kadir Has-universiteit in Istanboel, Katholieke Hogeschool Zuid-West-Vlaanderen-campus in Kortrijk, Keramiekmuseum Princessehof in Leeuwarden, MARTa Herford, MIC – International Museum of Ceramics in Faenza, Ministerie van Financiën in Frankrijk, MOU museum van Oudenaarde en de Vlaamse Ardennen, Mu.ZEE in Oostende, Musée Ariana in Genève, Museum am Dom in Würzburg, Museum Beelden aan Zee in Scheveningen, Museum Het Domein in Sittard, Museum Kunstpalast in Düsseldorf, M HKA in Antwerpen, Nederlandsche Bank in Amsterdam, Nederlands Koningshuis in Den Haag, Permekemuseum in Jabbeke, Provincie Oost-Vlaanderen in Gent, Provincie West-Vlaanderen in Brugge, S.M.A.K. in Gent, Sabanci Collection in Istanboel, SCHUNCK* in Heerlen, Stad Genk, Stad Lokeren, Stad Menen, Stad Oostende, Stad Oudenaarde, Stad Schwerte, Stedelijk Museum Amsterdam, Toerisme Vlaanderen, Universitair Ziekenhuis in Antwerpen, Universitair Ziekenhuis in Brussel, Vanhaerents Art Collection in Brussel, VIVES Hogeschool in Kortrijk, Vlaamse Gemeenschap, Vlaamse overheidsadministratie, Vlaams Parlement, Vrije Universiteit Brussel, "Universis" in MOU Museum in Oudenaarde.